# Тан (Середзем'я)

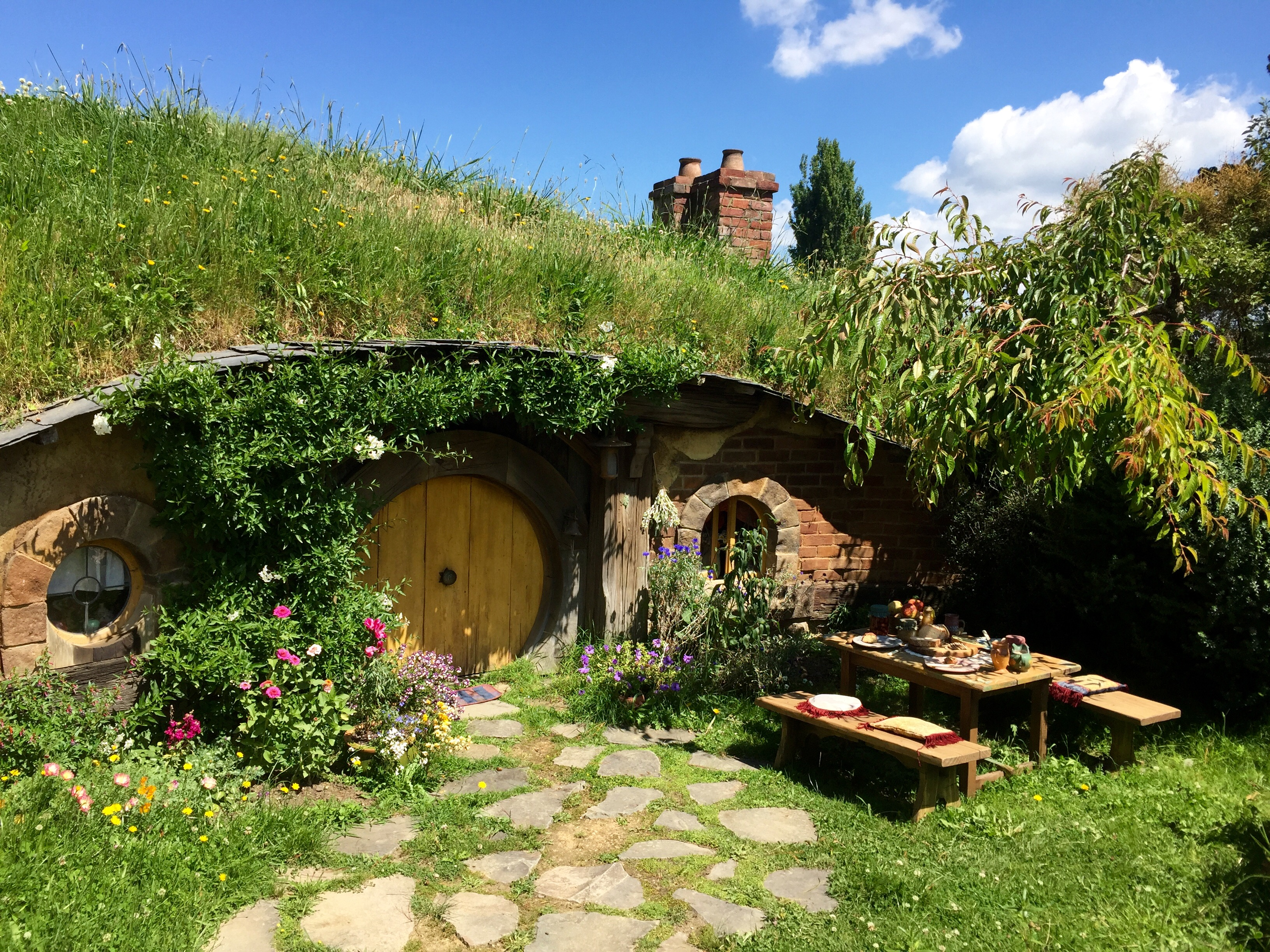
Будинок гобіта в Гобітоні, Нова Зеландія.

Тан, або тайн (англ. Thain) — у легендаріумі Дж. Р. Р. Толкіна — почесне спадкове звання у гобітів Ширу. До 740 року (за літочисленням Ширу) танами були старійшини роду Староцапів, потім титул перейшов до роду Туків.
Титул тана встановлений 379 року Ширу (1979 р. Третьої Епохи): після загибелі в 1975 році останнього короля Артедайну Арведуї і кінцем Північного Королівства. Тан мав «зберігати владу короля» («hold the authority of the king»). До обов'язків тана входило скликання народного ополчення і командування ним, а також певні судові функції. Незважаючи на те, що тан вважався «намісником» короля у Ширі, реальна вага його була незначною, він маже не справляв впливу на життя у країні гобітів. Після відновлення Північного Королівства (у межах Возз'єднаного Королівства Арнору і Ґондору) в 3019 році Т. Е. (1419 р. Ширу), посада тана залишилася як посада королівського представника. Тан Перегрін І у 1434 році назначений радником Північного Королівства.
Окрім посади тана іншими офіційними посадами в Ширі були Господар Цапового Краю (the Master of Buckland) і Мер Великого Ритова (the Mayor of Michel Delving). У Четверту Епоху з'явилася посада Стража Західного Пограниччя (the Warden of Westmarch).

## Етимологія
Англійське слово Thain, звичайніше написання thane (вимовляється [ˈθeɪn]) є графічним варіантом староанглійського thegn («тен»), англосаксонського дрібношляхетного титулу (у формі thegn згадується у «Макбеті»). Відоме, що Толкін використовував англосаксонську мову для імітації мовлення гобітів і гобітських екзотизмів.
На синдарин гобітське «тан» було перекладене в Четверту Епоху як «Ерніл-і-Феріаннат» (Ernil i Pheriannath) — «князь дрібнолюдиків».

## Список танів Ширу
Дати дані за літочисленням Ширу. Щоб перевести їх у дати Третьої Епохи, треба додати 1600.

### Третя Епоха
Династія Староцапів
- Цаппа з Прилук (Bucca of the Marish) — перший тан Ширу, був обраний на виборах.
- одинадцять наступників Цаппи з роду Староцапів (рід, здогадно, отримав ім'я від свого засновника).
- Ґоргендад Староцап (Gorhendad Oldbuck) — можливо 12-й тан (відомий також як засновник Цапового Краю на крайньому сході Ширу, після цього змінив прізвище на Брендіцап).

Династія Туків
- Ісумбрас І (Isumbras I) — 13-й тан і перший з роду Туків.
- вісім танів, включаючи:
  - Ісенґрім І (Isengrim I);
  - Ісумбрас ІІ (Isumbras II);
  - Ферумбрас І (Ferumbras I);
  - Паладін І (Paladin I).
- Ісенґрім ІІ (Isengrim II, 1020—1122) — 22-й тан і 10-й з роду Туків. Правив у 1083—1122 р.р.
- Ісумбрас ІІІ (Isumbras III, 1066—1159) — 23-й тан і 11-й з роду Туків (1122—1159).
- Ферумбрас ІІ (Ferumbras II, 1101—1201) — 24-й тан і 12-й з роду Туків (1159—1201). Його молодший брат Бандобрас (на прізвисько Бикорев) розгромив банду орків у битві на Зелених Полях.
- Фортінбрас І (Fortinbras I, 1145—1248) — 25-й тан і 13-й з роду Туків (1201—1248).
- Ґеронтіус (Gerontius, 1190—1320) — 26-й тан і 14-й з роду Туків (1248—1320). Більше відомий під прізвиськом «Старий Тук» (the Old Took), оскільки він прожив 130 років.
- Ісенґрім ІІІ (Isengrim III, 1232—1330) — 27-й тан і 15-й з роду Туків (1320—1330). Був бездітним, йому спадкував брат.
- Ісумбрас IV (Isumbras IV, 1238—1339) — 28-й тан і 16-й з роду Туків (1330—1339), брат Ізенгріма ІІІ.
- Фортінбрас ІІ (Fortinbras II, 1278—1380) — 29-й тан і 17-й з роду Туків (1339—1380).
- Ферумбрас ІІІ (Ferumbras III, 1316—1415) — 30-й тан і 18-й з роду Туків (1380—1415). Не був одружений, йому спадкував троюрідний брат Паладін, правнук Старого Тука.
- Паладін ІІ (Paladin II, 1333—1434) — 31-й тан і 19-й з роду Туків (1415—1434). Під час його перебування таном сталося розорення Ширу бандами Сарумана і почалася Четверта Епоха.

### Четверта Епоха
- Перегрін І (Peregrin I, 1390-після 1484) — 32-й тан і 20-й з роду Туків (1434—1484). У старості склав з себе повноваження тана, передавши їх синові, і разом зі своїм родичем Меріадоком Брендіцапом вирушив у Роган, а потім у Ґондор.
- Фарамир І (Faramir I, 1430-?) — 33-й тан і 21-й з роду Туків (1484-?). Своє ім'я отримав на честь ґондорського намісника Фарамира.